# Koub (gmina)
Koub – gmina (khum) w północno-zachodniej Kambodży, w zachodniej części prowincji Bântéay Méanchey, w dystrykcie ’Âor Chrŏu.

## Miejscowości
Na obszarze gminy położonych jest 11 miejscowości:
- Yeang thmei
- Mak Heun
- Veang Muong
- Koub Kaeut
- Khai Dan
- Naka Chhay
- Koub Lech
- Koub Cheung
- Ou Chrov
- Souriya
- Koun Trei